# Kleine science fiction omnibus 4
Kleine science fiction omnibus 4 is een sciencefictionverhalenbundel uit 1978 uitgegeven door A.W. Bruna Uitgevers. De bundel werd samengesteld door Aart C. Prins.

## Korte verhalen
| Schrijver              | Titel                                         | Originele titel                                | Jaar |
| Harvey & Audrey Bilker | Op huizejacht                                 | Appartment Hunting                             | 1973 |
| Thomas N. Scortia      | De onuitputtelijke stroom                     | The Weariest River                             | 1973 |
| Edmond Hamilton        | De levensster                                 | The Star of Life                               | 1947 |
| Lee Hoffman            | Een rustig avondje                            | Soundless Evening                              | 1972 |
| Gerald Kersh           | Wat is er toch gebeurd met korporaal Cuckoo?  | Whatever Happened to Corporal Cockoo?          | 1972 |
| Henry Kuttner          | De zwarte dageraad                            | The Black Sun Rise                             | 1948 |
| Catharine L. Moore     | De poort naar ruimte en tijd                  | Doorway into Time                              | 1943 |
| Barry N. Malzberg      | Verovering                                    | Conquest                                       | 1971 |
| Kris Neville           | Nieuwe appel in de tuin                       | New Apples in the Garden                       | 1963 |
| Frank Herbert          | De Mary Celeste-trek                          | The Mary Celeste Move                          | 1963 |
| Charles Beaumont       | De sacramenten der stervenden                 | Last Rites                                     | 1955 |
| Chad Oliver            | Allicht                                       | Of Course                                      | 1954 |
| Josephine Saxton       | Elouise en de dokters van de planeet Pergamon | Elouise and the Doctors of the Planet Pergomon | 1972 |
| Barry N. Malzberg      | Gehenna                                       | Gehenna                                        | 1971 |
| Kurt Vonnegut jr.      | Een hert op het fabrieksterrein               | Deer in the Works                              | 1968 |